# Betriebskollektivvertrag
Der Betriebskollektivvertrag  (BKV) wurde in der DDR seit 1951 jährlich auf der Grundlage des Betriebsplans zwischen dem Betriebsleiter und der Betriebsgewerkschaftsleitung (BGL) in allen Betrieben, in denen eigene Betriebsgewerkschaftsorganisationen bestanden, abgeschlossen.
Die BKV sollte dazu beitragen, die Planaufgaben zu erfüllen und gezielt zu überbieten sowie die Arbeits- und Lebensbedingungen der Beschäftigten zu verbessern. Der Vertrag sollte „in Einheit mit den Betriebsplänen und Wettbewerbsbeschlüssen die unmittelbare Teilnahme der Werktätigen an der Leitung und Planung des Betriebes und die Entfaltung ihrer schöpferischen Initiativen“ sichern.
Die BKV mussten den Rechtsvorschriften entsprechen. Festlegungen, die dagegen verstießen, waren rechtsunwirksam. In den BKV waren konkrete, abrechenbare und termingebundene Verpflichtungen des Betriebsleiters und der BGL sowie arbeitsrechtliche Regelungen entsprechend dem Arbeitsgesetzbuch (AGB) und anderen Rechtsvorschriften in folgenden Gebieten aufzunehmen:
- Entwicklung und Förderung von Initiativen im "sozialistischen Wettbewerb" (d. h. Voraussetzungen für die Ausarbeitung und Realisierung der Wettbewerbsbeschlüsse unter Beachtung der Erfordernisse der Intensivierung, Formen und Methoden der Wettbewerbsführung wie dem Haushaltsbuch, Messe der Meister von Morgen und Leistungsvergleiche, Neurerbewegung, Rechenschaftslegung des Betriebsleiters und der BGL).
- Durchsetzung des "sozialistischen Leistungsprinzips" bei Lohn und Prämie (Eingruppierung, Einsatz des Lohnfonds, Verwendung der Mittel des Prämienfonds)
- Verbesserung der materiellen Arbeitsbedingungen der Beschäftigten und des Inhalts der Arbeit (Arbeitsbedingungen, Arbeitsschutz, Gesundheitsschutz)
- Sicherung und Entwicklung der gesundheitlichen und sozialen Betreuung der Beschäftigten (einheitliche Regelung arbeitsrechtlicher und sozialer Fragen im Zusammenhang mit Rationalisierungsmaßnahmen, Betriebsbegehung, Berufsverkehr, Arbeiterversorgung, Betriebsgesundheitswesen, Betreuung der Beschäftigten, Betriebliche Erholungseinrichtungen, Kinderbetreuung)
- Förderung der "allseitigen Bildung der Werktätigen" (Aus- und Weiterbildung, Berufsausbildung, Erwachsenenbildung, Qualifizierung, "Schulen der sozialistischen Arbeit")
- "Entwicklung des geistig-kulturellen und sportlichen Lebens" (Kultur- und Bildungsplan, Kultur- und Sporteinrichtungen, Freizeit- und Erholungssport, Betriebsfestspiele)
- Frauenförderungsplan (Mitwirkung an der Leitung und Planung, Aus- und Weiterbildung, Arbeitsbedingungen, gesundheitliche Betreuung)
- Verwendung der Mittel des Kultur- und Sozialfonds sowie des Leistungsfonds der Betrieb zur Entwicklung der Arbeits- und Lebensbedingungen der Beschäftigten (Arbeits- und Lebensbedingungen, Kultur- und Sozialfonds, Leistungsfonds)

Als Anlage enthielt der BKV alle sich jährlich wiederholenden Verpflichtungen und Festlegungen, so
- Regelungen zur Mitwirkung der Beschäftigten an der Ausarbeitung der Pläne und BKV (Fünfjahresplan, jährlicher Volkswirtschaftsplan, "sozialistischer Wettbewerb")
- Grundsätze zur Organisation und Abhaltung von Leistungsvergleichen
- Grundsätze und Regelungen zur Arbeit mit dem Haushaltsbuch
- Regelungen zur Verleihung und Bestätigung der Verteidigung des Ehrentitels Kollektiv der sozialistischen Arbeit
- Grundsätze und Verfahrensweise zur Verwendung des Prämienfonds (Betriebsprämienordnung, Jahresendprämie, Prämienformen, Schichtarbeit)
- Regelungen zur Verbesserung der Arbeits- und Lebensbedingungen (Rationalisierung, soziale Betreuung)
- Regelungen über die Ehrung und Betreuung der Beschäftigten (einmalige Unterstützung, Veteranenbetreuung, Wehrpflichtige)
- Liste des arbeitsbedingten Zusatzurlaubs (Urlaub, Urlaubsliste)
- Liste der Erschwerniszuschläge (Betriebsliste, Erschwernisse)

Die Ausarbeitung der BKV war vom Betriebsleiter gemeinsam mit der BGL zu organisieren und mit der Plandiskussion zu verbinden (§§ 28 ff. AGB; Beschluss des Ministerrats und des Bundesvorstands des FDGB über die Richtlinie zur Arbeit mit dem BKV vom 23. Mai 1985 in GBl. I, 1985 Nr. 14 S. 173).
Nach „umfassender Diskussion“ war der BKV der Gewerkschaftsmitgliederversammlung bzw. der Vertrauensleuteversammlung zur Beratung und Beschlussfassung vorzulegen. Der Betriebsleiter und BGL sollten die regelmäßige Information in den Mitgliederversammlungen der Gewerkschaftsgruppen gewährleisten und im Zusammenhang mit der Berichterstattung über die Planerfüllung und die Wettbewerbsergebnisse zweimal jährlich „umfassende Rechenschaft“ über die Realisierung des BKV in der Gewerkschaftsmitgliederversammlung bzw. Vertrauensleuteversammlung ablegen.
Über die Erfüllung ihrer Verpflichtungen hatte der Betriebsleiter und die leitenden Mitarbeiter auf Verlangen vor den zuständigen betrieblichen Gewerkschaftsleitung Rechenschaft zu geben.
In den Abteilungen großer VEB konnten auf der Grundlage der aufgeschlüsselten Betriebspläne und der BKV Abteilungskollektivverträge erstellt werden. In den staatlichen Organen und Einrichtungen konnten ebenfalls Kollektivverträge eingerichtet werden. Bestanden anfangs noch Privatbetriebe, so konnte es in diesen Betriebsvereinbarungen geben.